# Noor (missile)
Le Noor (« lumière », en persan) est un missile antinavire à longue portée produit par l'Iran, qui l'utilise au sein de sa marine militaire.

## Historique

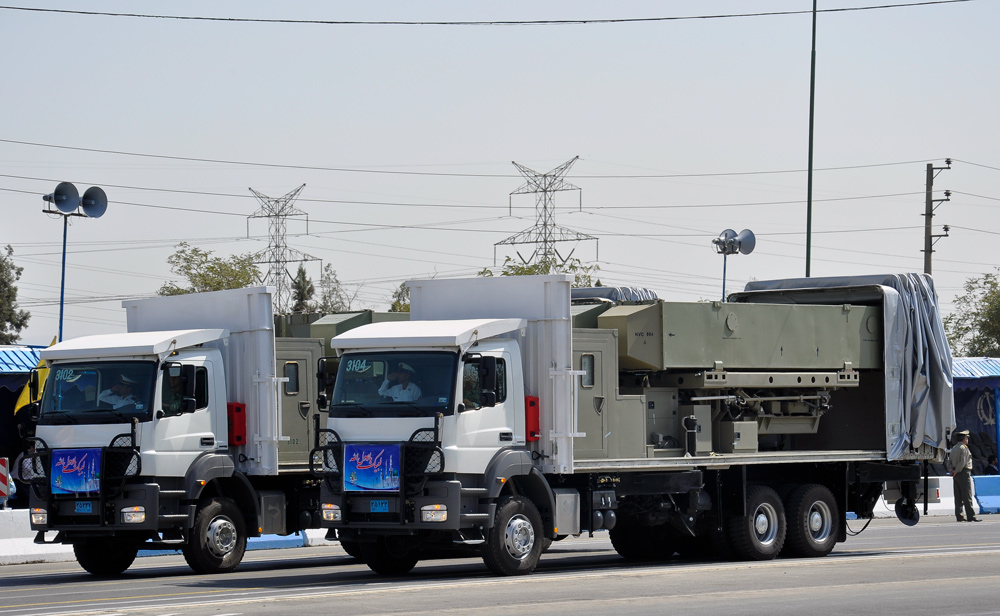
Tracteurs-érecteurs-lanceurs (TEL) pour missiles Noor et Qader. Ils peuvent être camouflés en camions civils.

L'Iran fut le premier client à l'exportation du missile chinois C-802. Un contrat de livraison fut signé en 1995 mais fut annulé alors que seulement 60 missiles aient été livrés, en raison de pressions de la part des États-Unis. En conséquence, l'Iran décida de démarrer un programme de rétro-ingénierie, afin de pouvoir créer une copie locale du C-802.
Il est impossible de déterminer précisément à quelle date le programme fut achevé, mais en 2001 l'Iran testa une version améliorée du missile C-802, lors des démonstrations militaires « Vahdat (Unité)-79 », sous la direction du contre-amiral Morteza Safari, du corps des Gardiens de la révolution islamique. Les officiels présents affirmèrent que la portée du missile était augmentée de 30 km à 130 km.

## Caractéristiques
Le missile est propulsé par un turboréacteur Toloue-4, une version iranienne du Microturbo TRI 60 français.
En janvier 2004, l'Iran annonça que le développement du radar mono-pulse DM-3B du missile était en cours. D'après les officiels iraniens, ce radar actif millimétrique est utilisé dans la dernière phase du vol pour trouver sa cible et se diriger sur elle. En raison de sa fréquence de scan, ce radar serait extrêmement difficile à brouiller.
En 2006, la portée du missile est annoncée à 170 km.
En 2011 apparaît le Qader, une nouvelle variante mise au point par l'Iran, d'une portée de 200 km et pouvant attaquer des cibles situées à terre sur les côtes. Une vidéo montrant ses exploits contre une cible terrestre fut publiée par les médias iraniens, après qu'il fut testé à partir du chasseur F-4 Phantom,.
Début 2012, au cours des démonstrations Velayete-90, un missile Noor fut testé avec des améliorations au niveau de l'électronique, un radar résistant mieux au brouillage et des algorithmes de détection des cibles améliorés. Un missile Qader fut également testé à cette occasion.

## Versions
- Noor (version de base) : copie de rétro-ingénierie initiale, d'une portée de 30 km.
- Noor (phase 2) : version améliorée, d'une portée de 130 km.
- Noor (phase 3) : portée encore étendue, à 170 km.
- Noor (phase 4) : électronique et algorithmes de traitement informatique améliorés.
- Qader : version améliorée, d'une portée de 200 km.
- Noor (version d'exportation) : version d'une portée de 120 km.

## Utilisateurs
- Iran
- Syrie : 25 exemplaires commandés en 2006, en parallèle à 6 vedettes d'attaque rapides Tir-2 (IPS-18). 10 exemplaires livrés entre 2009 et 2010.
- Hezbollah : 5 exemplaires montrés dans une vidéo de propagande en 2023.